# 김선문
김선문(金善文, 1961년 5월 12일, 전라남도 영암군 ~ )은 대한민국의 제5대 광주광역시의원, 제1대 광주광역시 서구의원, 제3대 광주광역시 남구의원이다.

## 학력
- 구림고등학교 졸업
- 광주대학교 사회복지학과 졸업

## 경력
- 사회복지사 1급
- 민주헌정연구회 이사
- 전라남도 웅변학원장
- 대한웅변중앙회 본부장
- 광산김씨 종친회 광주시 청년회장
- 5·18 광주민주화운동 동지회 대변인
- 민주평화통일자문위원회 위원
- 광주광역시 남구 자원봉사센터 이사
- 한·러 브리아티아공화국 친선협회 이사장
- 광주광역시 환경운동연합 이사
- 1991.04 ~ 1995.06 제1대 광주직할시 서구의회 의원
- 1991.04 ~ 1993.07 제1대 광주직할시 서구의회 전반기 사회산업위원회 위원
- 1991.04 ~ 1993.07 제1대 광주직할시 서구의회 전반기 의회운영위원회 위원
- 1991.04 ~ 1993.07 제1대 광주직할시 서구의회 전반기 예산결산특별위원회 위원
- 1993.07 ~ 1995.06 제1대 광주직할시 서구의회 후반기 사회산업위원회 위원
- 1993.07 ~ 1995.06 제1대 광주직할시 서구의회 후반기 예산결산특별위원회 위원장
- 제15대 대통령 선거 김대중 후보 광주광역시 유세위원회 위원장
- 1999.09 ~ 2002.06 제3대 광주광역시 남구의회 의원
- 1999.09 ~ 2000.07 제3대 광주광역시 남구의회 전반기 총무위원회 위원
- 2000.07 ~ 2002.06 제3대 광주광역시 남구의회 후반기 총무위원회 위원장
- 2000.07 ~ 2002.06 제3대 광주광역시 남구의회 후반기 도시산업위원회 위원장
- 2000.07 ~ 2002.06 제3대 광주광역시 남구의회 후반기 사회도시위원회 위원장
- 2000.08 ~ 2000.08 제3대 광주광역시 남구의회 재해대책특별위원회 위원장
- 새천년민주당 광주시당 사무처장
- 제16대 대통령 선거 노무현 후보 광주총괄집행 본부장
- 제17대 대통령 선거 정동영 후보 조직지원단장
- 2008.06 ~ 2009.12 제5대 광주광역시의회 의원
- 2008.06 ~ 2008.07 제5대 광주광역시의회 전반기 행정자치위원회 위원
- 2008.07 ~ 2009.12 제5대 광주광역시의회 후반기 의회운영위원회 위원
- 2008.07 ~ 2009.12 제5대 광주광역시의회 후반기 행정자치위원회 위원
- 2008.07 ~ 2009.12 제5대 광주광역시의회 후반기 예산결산특별위원회 위원

## 역대 선거 결과
|  | 72.4% |

|  | 26.46% |

|  | 28.24% |

|  | 31.8% |

|  | 6.69% |

|  | 56.54% |